# Ромашкино (Тверська область)
Ромашкино (рос. Ромашкино) — присілок в Кімрському районі Тверської області Російської Федерації.
Населення становить 126 осіб. Входить до складу муніципального утворення Іллінське сільське поселення.

## Історія
Від 2005 року входить до складу муніципального утворення Іллінське сільське поселення.

## Населення
| 1859 | 2002 | 2010 |
| ---- | ---- | ---- |
| 3    | ↗123 | ↗126 |